# 캐스페이스 5
캐스페이스 5(영어: caspase 5, CASP5)는 시스테인-아스파르트산 단백질 분해 효소인 캐스페이스의 한 계열에 속한다. 이것은 캐스페이스 1, 캐스페이스 4와 함께 염증성 캐스페이스이며 면역계에서 역할을 한다.

## 같이 보기
- PMAP
- 캐스페이스